# Estació de Son Sardina
L'estació de Son Sardina és una estació del metro de Palma. Fou posada en servei el 25 d'abril de 2007.
És una estació a l'aire lliure, al contrari de la resta d'estacions de la xarxa, situada devora la barriada de Son Sardina, adjacent a les vies del Ferrocarril de Sóller i la carretera de Sóller. S'hi accedeix per un edifici ample, que dona amb les barreres tarifàries abans de sortir a la zona de vies, amb dues andanes laterals, que s'interconnecten a través d'un pas inferior.
| Procedència/Destinació               | <              | Línia | >           | Procedència/Destinació |
| ------------------------------------ | -------------- | ----- | ----------- | ---------------------- |
| Metro de Palma                       |                |       |             |                        |
| Estació Intermodal - Plaça d'Espanya | Camí dels Reis | 1     | Universitat | Universitat            |